# Мажугін Денис Юрійович
Дени́с Ю́рійович Мажу́гін — старший солдат підрозділу Національної гвардії України, учасник російсько-української війни, який загинув у ході російського вторгнення в Україну в 2022 році. загинув в боях в Харківській області.

## Життєпис
Денис Мажугін народився 28 жовтня 2000 року. Обіймав посаду помічника начальника військового наряду 2-го відділення 1-го взводу 1-ї патрульної роти 1-го патрульного батальйону 5-ї окремої бригади Східного оперативно-територіального об'єднання Національної гвардії України. Загинув 8 березня 2022 року під час авіаційного бомбардування території військової частини 3005 (м. Харків), коли зазнав поранень, несумісних з життям. Похований 20 березня 2022 року на кладовищі в місті Вінниця.

## Нагороди
- орден «За мужність» III ступеня (2022, посмертно) — за особисту мужність і самовіддані дії, виявлені у захисті державного суверенітету та територіальної цілісності України, вірність військовій присязі[2].